# Championnat de Tchécoslovaquie de football 1955
Navigation
Saison précédente Saison suivante
La saison 1955 du Championnat de Tchécoslovaquie de football est la 25e édition du championnat de première division en Tchécoslovaquie. Les douze meilleurs clubs du pays sont regroupés au sein d'une poule unique, où ils s'affrontent une seule fois. À la fin du championnat, les deux derniers du classement sont relégués et remplacés par les deux meilleures équipes de II. Liga, la deuxième division tchécoslovaque.
C'est le club du SK Slovan Bratislava qui termine en tête du classement final, avec deux points d'avance sur l'UDA Prague et quatre sur le tenant du titre, le Spartak Praha Sokolovo. C'est le quatrième titre de champion de Tchécoslovaquie de l'histoire du club.

## Les clubs participants
| - Spartak Praha Sokolovo - FC Banik Ostrava - Jiskra Liberec - Promu de II. Liga - Tatran Presov - FC Spartak Trnava - Promu de II. Liga - SK Slovan Bratislava | - CH Bratislava - Tankista Prague - Dynamo Prague - Banik Kladno - UDA Prague - Iskra Zilina |

## Compétition

### Classement
Le barème utilisé pour établir le classement est le suivant :
- Victoire : 2 points
- Match nul : 1 point
- Défaite : 0 point

| Rang | Équipe                     | Pts | J  | G  | N | P  | Bp | Bc | Diff |
| ---- | -------------------------- | --- | -- | -- | - | -- | -- | -- | ---- |
| 1    | SK Slovan Bratislava       | 31  | 22 | 13 | 5 | 4  | 41 | 14 | +27  |
| 2    | UDA Prague                 | 29  | 22 | 11 | 7 | 4  | 44 | 21 | +23  |
| 3    | Spartak Praha Sokolovo (T) | 27  | 22 | 10 | 7 | 5  | 50 | 29 | +21  |
| 4    | Tatran Presov              | 25  | 22 | 10 | 5 | 7  | 23 | 25 | -2   |
| 5    | Dynamo Prague              | 24  | 22 | 10 | 4 | 8  | 38 | 42 | -4   |
| 6    | Banik Kladno               | 23  | 22 | 10 | 3 | 9  | 38 | 30 | +8   |
| 7    | CH Bratislava              | 22  | 22 | 9  | 4 | 9  | 34 | 31 | +3   |
| 8    | FC Spartak Trnava (P)      | 21  | 22 | 8  | 5 | 9  | 24 | 35 | -11  |
| 9    | Iskra Zilina               | 20  | 22 | 7  | 6 | 9  | 28 | 24 | +4   |
| 10   | FC Banik Ostrava           | 19  | 22 | 9  | 1 | 12 | 29 | 37 | -8   |
| 11   | Tankista Prague            | 16  | 22 | 4  | 8 | 10 | 29 | 45 | -16  |
| 12   | Jiskra Liberec (P)         | 7   | 22 | 3  | 1 | 18 | 25 | 70 | -45  |

|  | Qualification pour la Coupe des clubs champions 1956-1957 |
|  | Relégation directe en II. Liga                            |
|  | (T) Tenant du titre (P) : Promu de deuxième division      |

## Bilan de la saison
| Championnat de Tchécoslovaquie de football 1955 |                                 |
| Champion                                        | SK Slovan Bratislava (4e titre) |
| Coupes et trophées                              |                                 |
| Vainqueur de la Coupe de Tchécoslovaquie 1955   | Non disputée                    |
| Qualifications continentales                    |                                 |
| Coupe d'Europe des clubs champions 1956-1957    | SK Slovan Bratislava            |
| Promotions et relégations                       |                                 |
| Promus en I. Liga                               | VSS Kosice                      |
| Promus en I. Liga                               | Spartak Hradec Králové          |
| Relégués en II. Liga                            | Tankista Prague                 |
| Relégués en II. Liga                            | Jiskra Liberec                  |